# Početni udarac
Početni udarac (en serbocroat cossa inicial) és un pel·lícula de Iugoslàvia rodada el 1990 dirigida per Darko Bajić i escrita per Gordan Mihić. És una seqüela de la pel·lícula Zaboravljeni, i el seu tema és la vida d'adolescents que se senten cada cop més alienats de la societat socialista iugoslava d'aleshores. Al 37è Festival de Cinema de Pula l'any 1990, l'actriu Anja Popović va ser premiada per un paper protagonista femení a la pel·lícula. Zaboravljeni i Početni udarac es van ampliar uns anys més tard a la sèrie de televisió Zaboravljeni, estrenada el 1992. També va rebre una Menció Especial en la XI edició de la Mostra de València.

## Argument
Dos alumnes d'un institut reformat de diferents procedències socials no tenen suport en el món dels seus pares i professors. Troben l'únic suport en els seus companys, un dels quals és el millor esportista i l'altre és un noi de bon caràcter però amb recursos. El que els distingeix dels altres és que, tot i que són absoluts aliens, accepten la seva posició com a estat natural.

## Repartiment
| Actor                       | Paper               |
| --------------------------- | ------------------- |
| Nikola Kojo                 | Marko               |
| Anita Mančić                | Bilja               |
| Dragan Jovanović            | Danko               |
| Dragan Bjelogrlić           | Miško               |
| Danilo Lazović              | Adam                |
| Gorica Popović              | Ruska               |
| Tatjana Venčelovski         | Vera                |
| Milica Velimirović          | Ljilja              |
| Mihailo Janketić            | Markov otac         |
| Renata Ulmanski             | Razredni starešina  |
| Petar Kralj                 | Dankov otac         |
| Mira Banjac                 | Dankova majka       |
| Đurđija Cvetić              | Markova majka       |
| Vlastimir Đuza Stojiljković | Psiholog            |
| Vuka Dunđerović             | Profesor matematike |
| Nebojša Bakočević           | Aske                |
| Goran Radaković             | Asketov drug        |
| Žarko Radić                 | Singer              |
| Siniša Ćopić                | Krastavi            |
| Vesna Stanojević            | Mlađa lekarka       |
| Anja Popović                | Debela u bolnici    |